# Kiełpin (województwo wielkopolskie)
Kiełpin – wieś krajeńska w Polsce położona w województwie wielkopolskim, w powiecie złotowskim, w gminie Lipka nad jeziorem Kiełpińskim. 
W latach 1975–1998 miejscowość administracyjnie należała do województwa pilskiego.

## Zabytki
- Grodzisko na Górze Wielkiej Zamkowej na północ od wsi wpisane do rejestru zabytków Rejestr NID nr - 643 z 1967-12-20; 217/Wlkp/C z 2008-03-12 (stanowisko nr 1)
- Grodzisko pierścieniowate na Górze Małej Zamkowej na północ od wsi wpisane do rejestru zabytków Rejestr NID nr - 644 z 1967-12-20; 218/Wlkp/C z 2008-03-12 (stanowisko nr 2)

Inne miejscowości o podobnej nazwie: Kiełpin, Kiełpino, Kiełpiny, Kiełpinek